# Радомирски партизански отряд
Радомирски партизански отряд е подразделение на Първа Софийска въстаническа оперативна зона на Народоосвободителна въстаническа армия (НОВА) по време на комунистическото партизанско движение в България (1941-1944). Действа в района на Радомир.
Радомирският партизански отряд „Георги Димитров“ е създаден на 13 май 1944 г. в местността „Еловдолско усое“. Първите 14 партизани са доброволци от с. Извор, с. Друган и с. Дрен. Командир на отряда е Славчо Радомирски, политкомисар Георги Величков, началник-щаб Евтим Рангелов.
Провежда акции в с. Светля, с. Долна Секирна и с. Горна Секирна. Поради масовото постъпване на доброволци, отрядът се прегрупира в три чети. Напада с. Кошарево, с. Сирищник, с. Друган, с. Еловдол, с.Душинци, с.Кондофрей и с. Чуковец. При нападението над махалите на Друган Опалово, Владимир и Старо село на 27 юни 1944 г. партизаните залавят седем местни жители и ги убиват, изгарят архива на общината в Опалово и разрушават мандрата. Румен Ваташки пише, че шумкарите открадват 13 пушки и 100 000 лева.
В началото на август 1944 г. отрядът попада в обкръжение. Води бой с армейски и жандармерийски подразделения при с. Добри дол и успява да пробие обкръжението.
На 9 септември 1944 г. установява властта на ОФ в с. Кондофрей, с. Гълъбник, с. Трекляно и в гр. Радомир.